# Termignon
Termignon är en kommun i departementet Savoie i regionen Auvergne-Rhône-Alpes i sydöstra Frankrike. Kommunen ligger i kantonen Lanslebourg-Mont-Cenis som tillhör arrondissementet Saint-Jean-de-Maurienne. År 2018 hade Termignon 351 invånare.

## Befolkningsutveckling
Antalet invånare i kommunen Termignon
| Referens: INSEE |